# Weiswampach
Weiswampach är en kommun och en liten stad i norra Luxemburg. Den ligger i kantonen Clervaux och distriktet Diekirch, i den norra delen av landet, 60 kilometer norr om huvudstaden Luxemburg. Antalet invånare är 1 493. Arean är 35 kvadratkilometer.
Terrängen i Weiswampach är platt åt nordväst, men åt sydost är den kuperad.

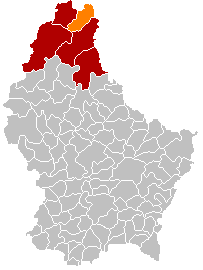
Weiswampach markerad med orange i karta över Luxemburg

I omgivningarna runt Weiswampach växer i huvudsak blandskog. Runt Weiswampach är det ganska tätbefolkat, med 58 invånare per kvadratkilometer.